# كوري جيمس
كوري جيمس (بالإنجليزية: Cory James)‏ هو لاعب كرة قدم أمريكية أمريكي، ولد في 22 مايو 1993 في ديل ريو في الولايات المتحدة.

## وصلات خارجية
- كوري جيمس على موقع مرجع كرة القدم المحترفة.كوم (الإنجليزية)
- كوري جيمس على موقع كلية كرة القدم في سبورتس رفرنس.كوم (الإنجليزية)